# Adele Bei
Adele Bei (Cantiano, Italia; 4 de mayo de 1904-Roma, Italia; 15 de octubre de 1976) fue una sindicalista y política italiana.

## Biografía
Nació en Cantiano en 1904, la tercera de los once hijos de Angela Broccoli y Davide Bei, un leñador. Con su familia en la pobreza, empezó a trabajar como jornalera en una granja a los 12 años. Conoció a Domenico Ciufoli, fundador del Partido Comunista Italiano, y se casaron en 1922. Tras la llegada al poder de Benito Mussolini, la pareja abandonó Italia en 1923, trasladándose inicialmente a Bélgica. Tras el nacimiento de su hija Angela, en junio del año siguiente, la familia se trasladó a Luxemburgo. En 1926 nació un hijo, Ferrero, y posteriormente la familia se trasladó a Francia, instalándose inicialmente en Marsella antes de trasladarse a París.
La propia Bei se afilió al Partido Comunista Italiano en 1931. Bajo el nombre de Battistella, realizó viajes clandestinos a Italia para llevar a cabo actividades de enlace. En 1933 fue enviada a Roma, pero al año siguiente fue detenida y condenada a dieciocho años de prisión. Pasó siete años y medio en la cárcel en Perugia y luego dos años y medio en arresto domiciliario en la isla de Ventotene, antes de ser liberada en agosto de 1943, tras la salida de Mussolini del poder. Mientras ella estaba en la cárcel y Domenico participaba en las actividades del Partido Comunista en Moscú y París, los niños habían estado en el Hogar Internacional Infantil de Ivanovo. Domenico fue detenido en 1939 y pasó la Segunda Guerra Mundial en el campo de concentración de Buchenwald.
Tras su liberación, Bei retomó las actividades del Partido Comunista y participó en la resistencia a la República Social Italiana en Roma. Tras la liberación de Roma en 1944, se convirtió en jefa del comité asesor de mujeres de la Confederación General Italiana del Trabajo (CGIL) y fue una de las fundadoras de la Unión de Mujeres Italianas. En 1945 viajó a la Unión Soviética como parte de una delegación sindical y trajo a sus hijos a Italia. Sin embargo, su hijo Ferraro murió poco después de trasladarse a Italia y, casi al mismo tiempo, su matrimonio se terminó.
Más tarde, en 1945, Bei fue nombrada miembro del Consejo Nacional por la CGIL. Fue candidata del Partido Comunista en Las Marcas en las elecciones generales de Italia de 1946 y fue una de las 21 mujeres elegidas. Tras las elecciones de 1948, fue nombrada senadora de derecho, cargo reservado a los miembros de la Asamblea Constituyente que habían estado encarcelados durante cinco o más años, o que habían ejercido su cargo antes de la llegada de Mussolini al poder. Se presentó con éxito como candidata del Partido Comunista a la Cámara de Diputados en Ancona en las elecciones de 1953 y fue reelegida en 1958, ocupando el cargo hasta 1963.